# Castelli di Jesi

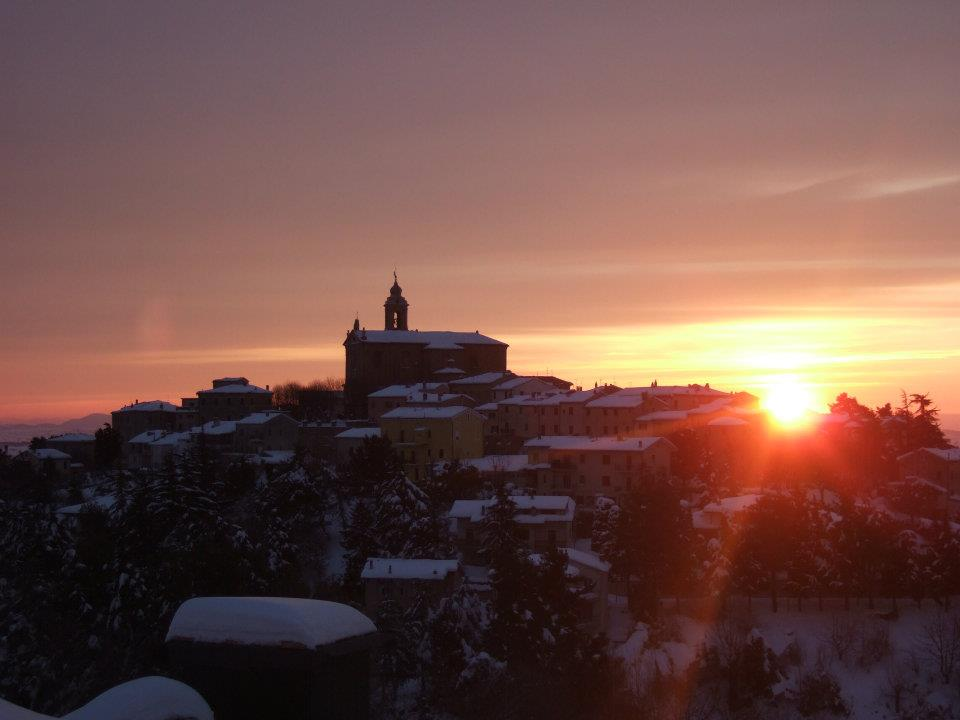
Veduta di Montecarotto

I Castelli di Jesi sono un insieme di comuni della Vallesina attorno alla storica città di Jesi, nella regione delle Marche.
Nel Medioevo erano i territori gradualmente conquistati e quindi assoggettati al contado di Jesi, insignita del titolo di città regia dall'imperatore Federico II di Svevia che vi nacque il 26 dicembre 1194.
Oggi i Castelli di Jesi sono conosciuti soprattutto come luogo di produzione del pregiato vino Verdicchio, ricavato dal vitigno omonimo che cresce nel caratteristico microclima dei dolci versanti collinari della Vallesina. 
Inoltre, il territorio rappresenta una delle zone più industrializzate della Regione.

## Storia

### Origini, dai Celti, ai Romani, al Medioevo

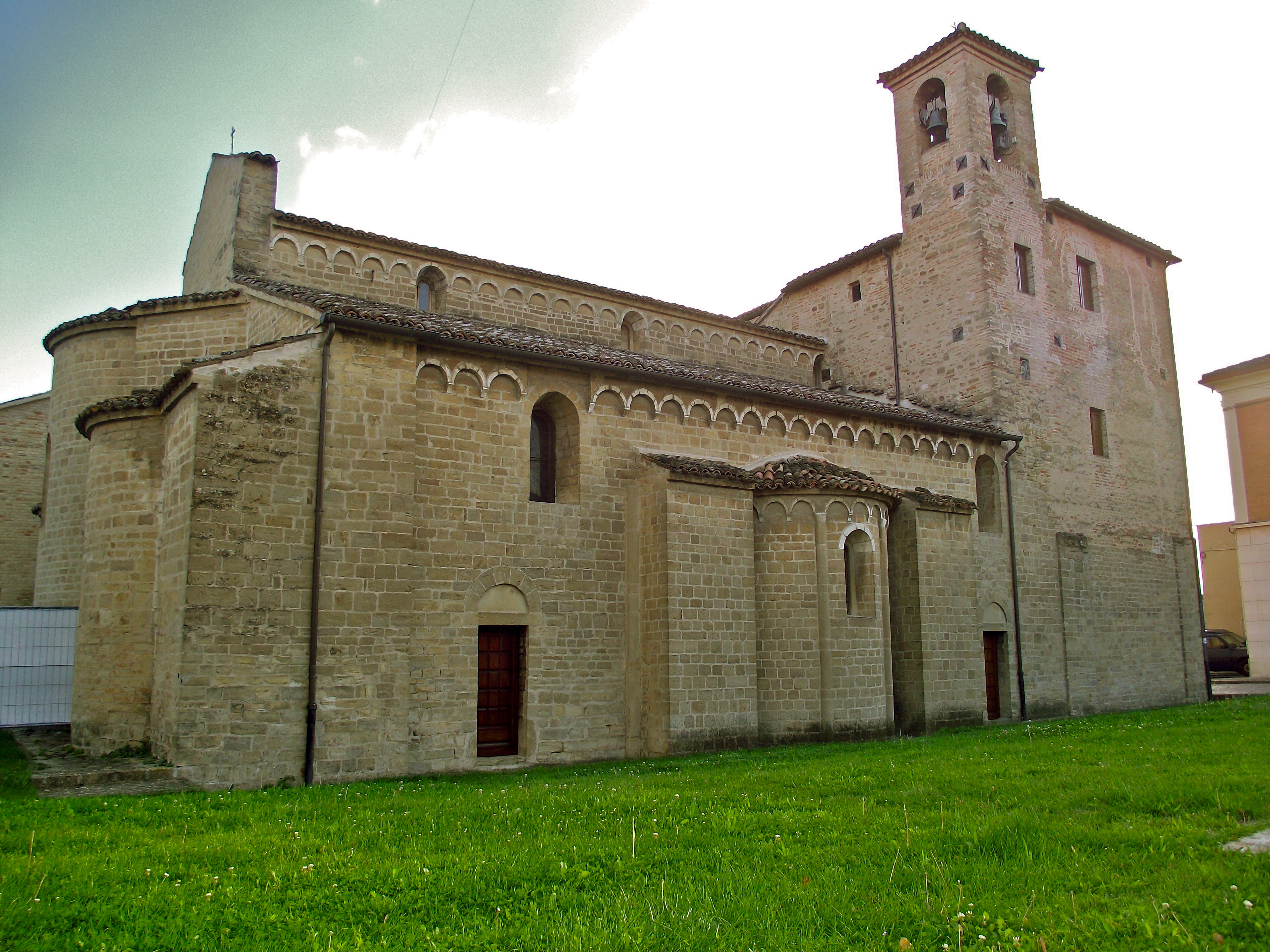
L'abbazia benedettina Santa Maria delle Moie

Sin dal tempo della conquista romana dell'Ager gallicus, sancita con la Battaglia del Sentino del 295 a.C., sorsero e si svilupparono diversi insediamenti romani nella Vallesina, come Ostra, Suasa, Cupramontana. Con la rifondazione di Jesi come Municipium romano di Aesis nel 247 a.C., la città iniziò a svilupparsi notevolmente.
Con la caduta dell'Impero Romano nel 476 d.C., e le conseguenti invasioni barbariche, le popolazioni furono decimate e gli insediamenti distrutti. Così le genti, che dapprima occupavano le pianure, iniziarono a spostarsi sulla sommità dei colli, più lontani dalle vie di comunicazione e meno provviste di terreni coltivabili, ma più protette e meno esposte alle scorrerie dei barbari.
Man mano i nuovi insediamenti crebbero e si cinsero di mura difensive, i Castelli appunto. Con l'avvento del Cristianesimo sorsero anche numerose e floride abbazie fortificate, che diedero il via alla bonifica dei territori, recupero di nuovi terreni coltivabili ricavati dal disboscamento delle selve, introduzione di nuovi sistemi agricoli e diffusione della cultura.
In questo clima medievale di riorganizzazione e rinascita, ripresero anche i commerci e la fiscalizzazione. I centri più grandi, che avevano diritto ad accogliere le fiere e tenere mercati, accrebbero notevolmente d'importanza e potere. 
Come la ricchezza era legata alla vendita, e questa connessa direttamente alla produzione e quindi all'approvvigionamento di beni e materie prime, crebbe la necessità di estendere i propri territori al fine sia di procurarsi più terreni coltivabili, sia per imporre le tasse a un numero sempre maggiore di persone.

### L'età comunale

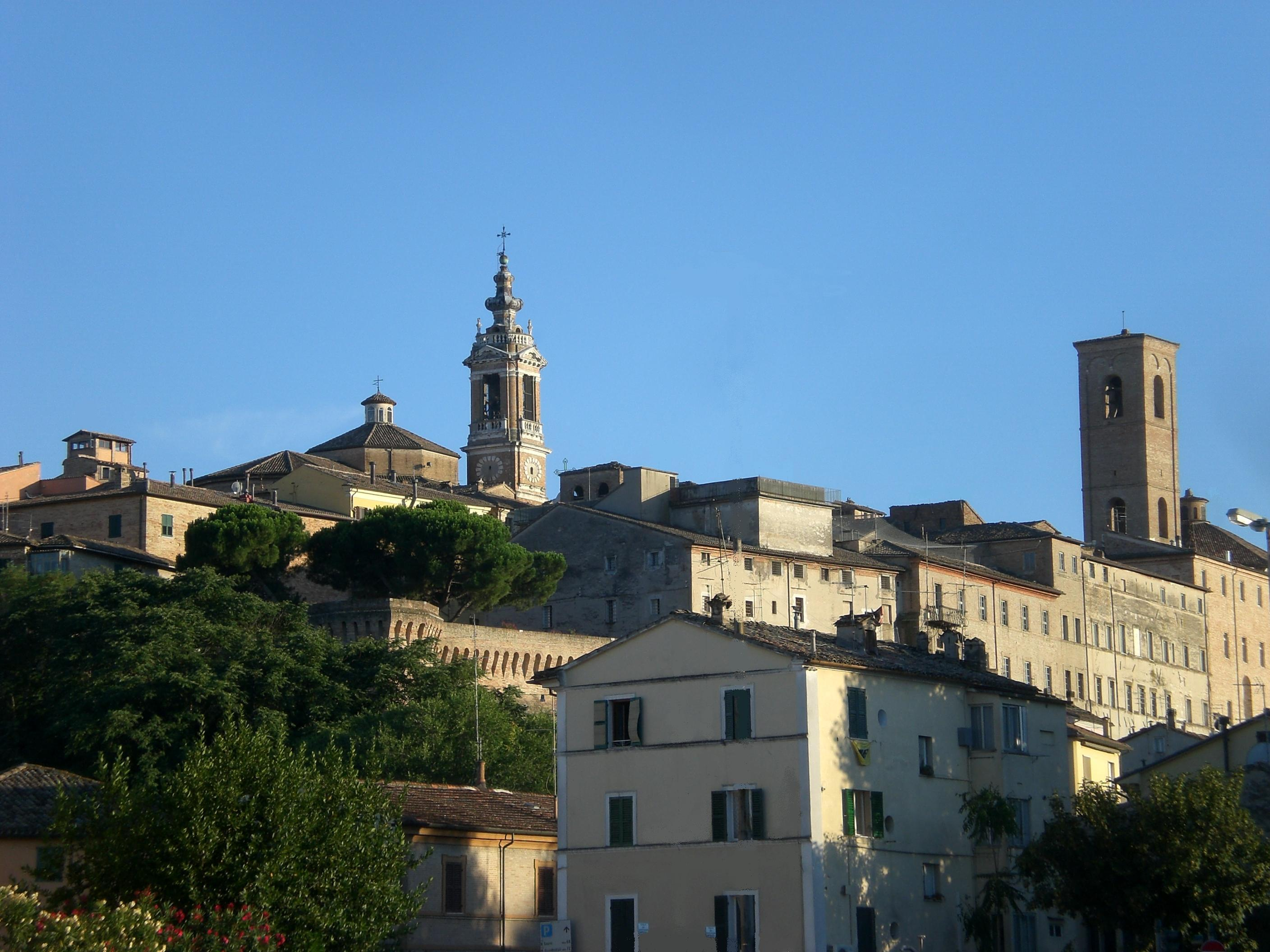
Jesi capitale dei Castelli

Se all'inizio i centri più grandi promettevano protezione ai centri minori in cambio di tasse, in seguito si passò a una vera e propria corsa alla conquista e sottomissione, incrementata anche dal disordine politico del tempo, che vedeva un'Italia centrale contesa fra il predominio delle signorie, di origine ora romana (i vecchi patrizi romani sopravvissuti) e ora barbarica (Longobardi, ecc.); il Papato e i nuovi poteri (Regno franco, Impero carolingio, Sacro Romano Impero).
In questo clima, intorno all'anno Mille, le città maggiori si ressero a liberi comuni, volti a un'espansione territoriale e ad assoggettare i centri vicini minori. Tuttavia, spesso si trovarono a rivaleggiare con altri potenti vicini causando dei veri e propri scontri armati.
È la nascita del Contado, e nella Vallesina sarà Jesi a primeggiare, governata da un'oligarchia di nobili cittadini.

### La conquista del Contado

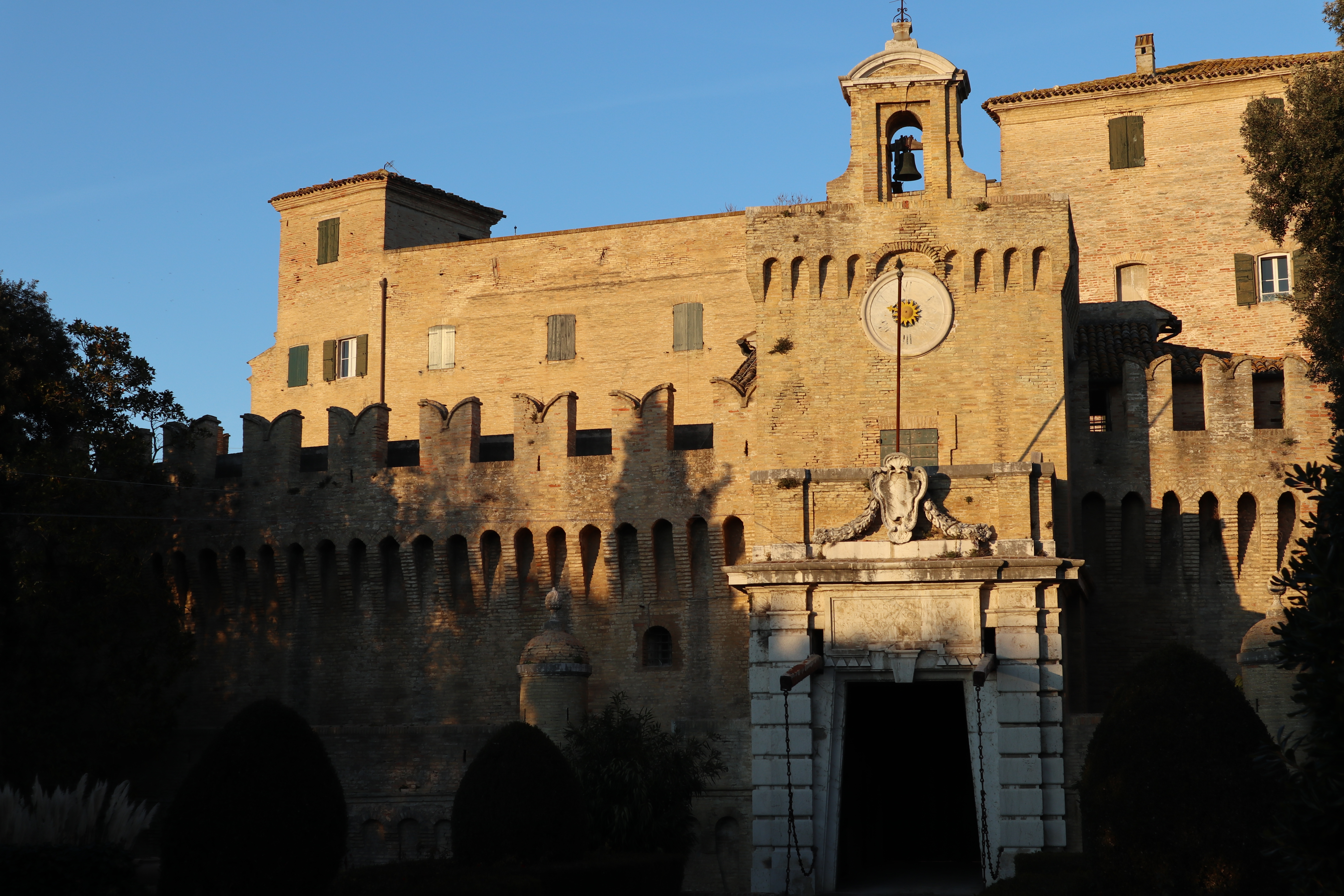
il Castello di Rocca Priora, sbocco a mare della Respublica Æsina

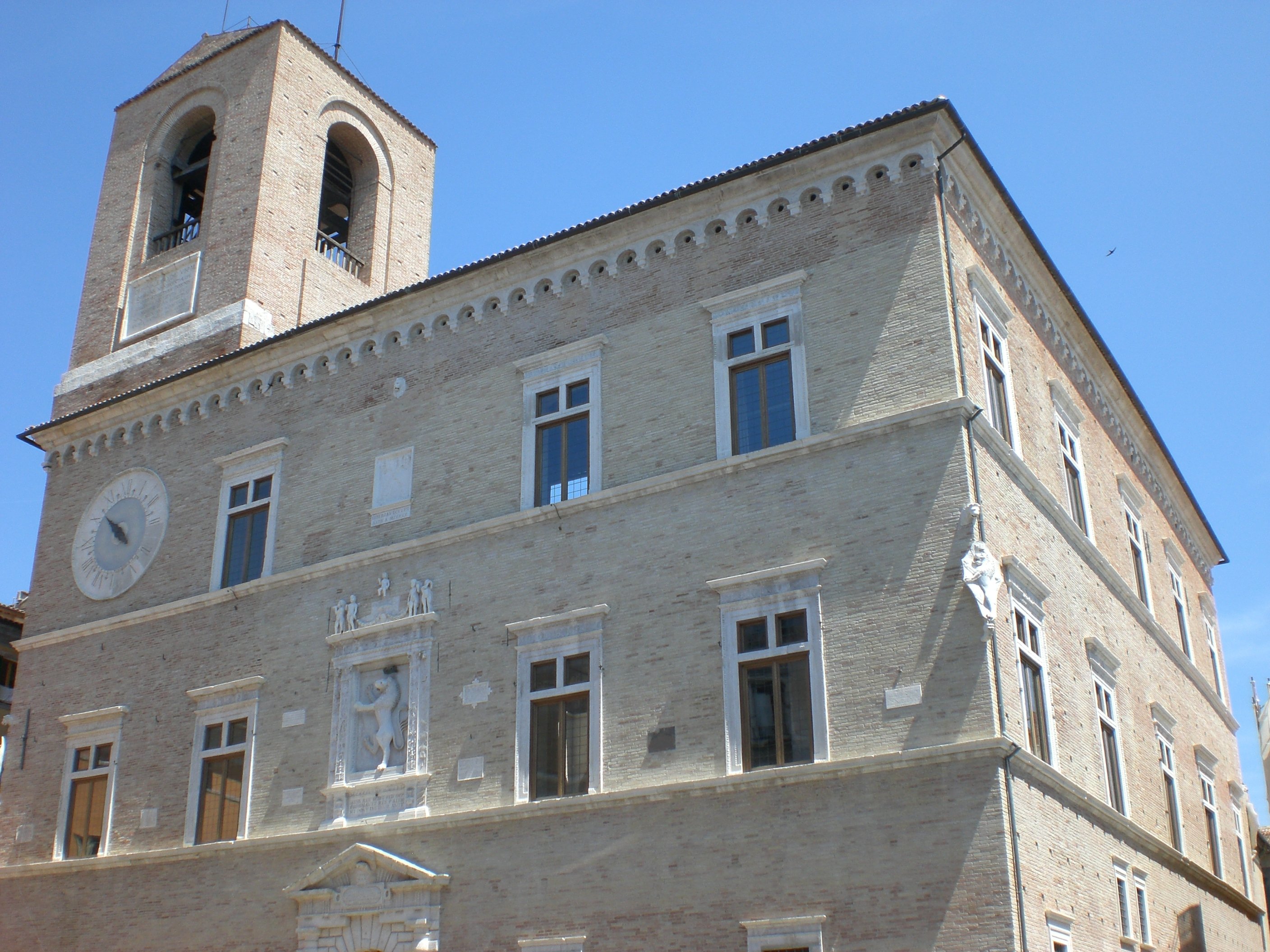
il Palazzo della Signoria di Jesi, simbolo del potere della Respublica Æsina

Nel 1190 i monaci Benedettini di Arcignano cedono a Jesi Belvedere, che fu il primo comune acquisito. Nel maggio 1194, Trasmondo degli Attoni, signore di Morro Panicale (Castelbellino), fa atto di sottomissione al comune jesino e nel 1198 Jesi stipula con l'Abbazia di Santa Maria in Castagnola di Chiaravalle l'annessione di un vasto territorio che conferisce finalmente il tanto ricercato sbocco al mare, compreso fra la foce del fiume Esino e Marina di Montemarciano. Fu questo il momento che gli jesini eressero la fortezza di Rocca Priora, a guardia della foce dell'Esino e in difesa dalla temibile Repubblica di Ancona.
Nel 1201 viene distrutto il Castello di Moie e nello stesso anno si sottomettono i signori di Accola. Distrutto nel 1201 il castello di Ripe, e l'Abbazia di Santa Maria del Piano. Tre anni dopo furono ancora i monaci a cedergli la Villa di Musiano (Monsano) e

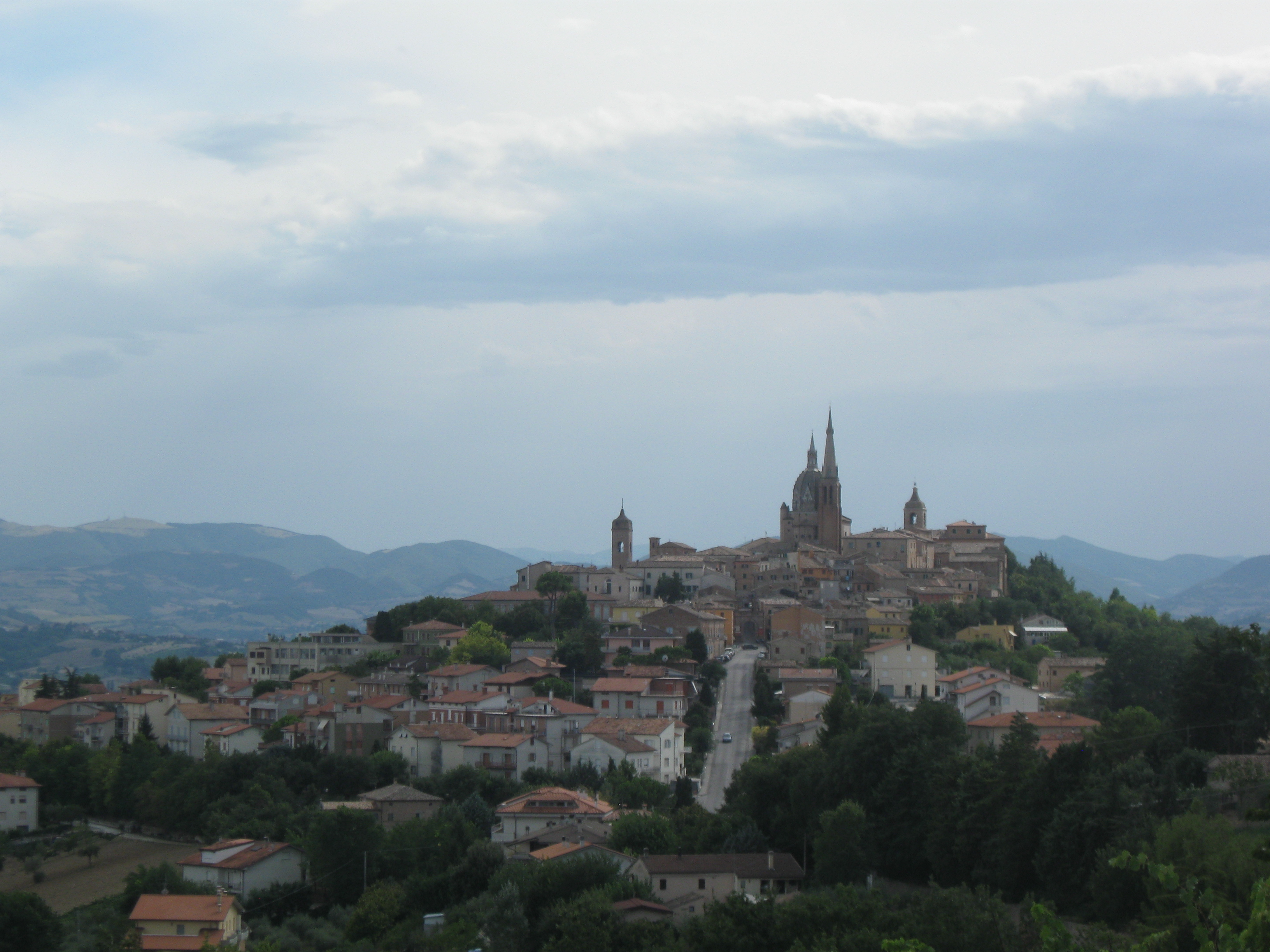
veduta di Ostra Vetere

Nel 1213, Jesi, scontrandosi con Senigallia, accorpa i comuni di Morro d'Alba e Monte San Vito e nel 1216 è la volta di Montemarciano. 
Nel 1211 gli abitanti di Rovegliano aderiscono al Contado, poi seguiti, nel 1219, dall'Abbazia di Sant'Urbano. Nello stesso anno vengono definiti con due trattati, i confini con il comune di Osimo;. Nel 1226 Massaccio (Cupramontana) viene preso dai conti d'Accola; nel 1227 annette Apiro. Nel 1231, con la conquista di Serra San Quirico, Jesi annette anche i territori della ricca Abbazia di Sant'Elena, inoltre con la sottomissione dei conti di Rovellone nel 1251, Jesi rincalza la dominazione sull'alta Vallesina, fino all'Appennino. 
Nel 1248 si sottomisero a Jesi i borghi di Montecarotto, Serra de' Conti, Corinaldo e l'anno dopo Montalboddo (Ostra) e Montenovo (Ostra Vetere).
Le guerre contro Osimo del 1251 porta al controllo dei castelli di Staffolo e di Storace, seguiti nel 1261 da Maiolati e Poggio San Marcello. 
Era la cosiddetta fase del Grande Contado, il momento di massimo splendore raggiunto dalla Respublica Aesina, in cui le popolazioni sottomesse erano tenute a testimoniare la loro sudditanza a Jesi pagando ingenti contributi in occasione della presentazione del Palio di San Floriano, che si teneva ogni anno il 4 maggio, festa del patrono.
Questa ricchezza territoriale, che vedeva estendere la sua giurisdizione su tutta la Vallesina, dalla Gola della Rossa al mare Adriatico, attirò potenti vicini desiderosi di predominare o di rivendicare diritti territoriali. Numerose e cruente furono, ad esempio, le guerre con la potente vicina Ancona.

### I Diritti territoriali, laRespublica Æsina

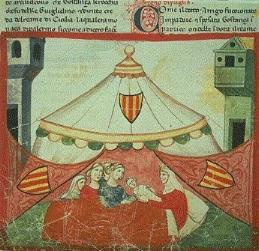
Nascita di Federico II

il leone coronato, stemma di Jesi

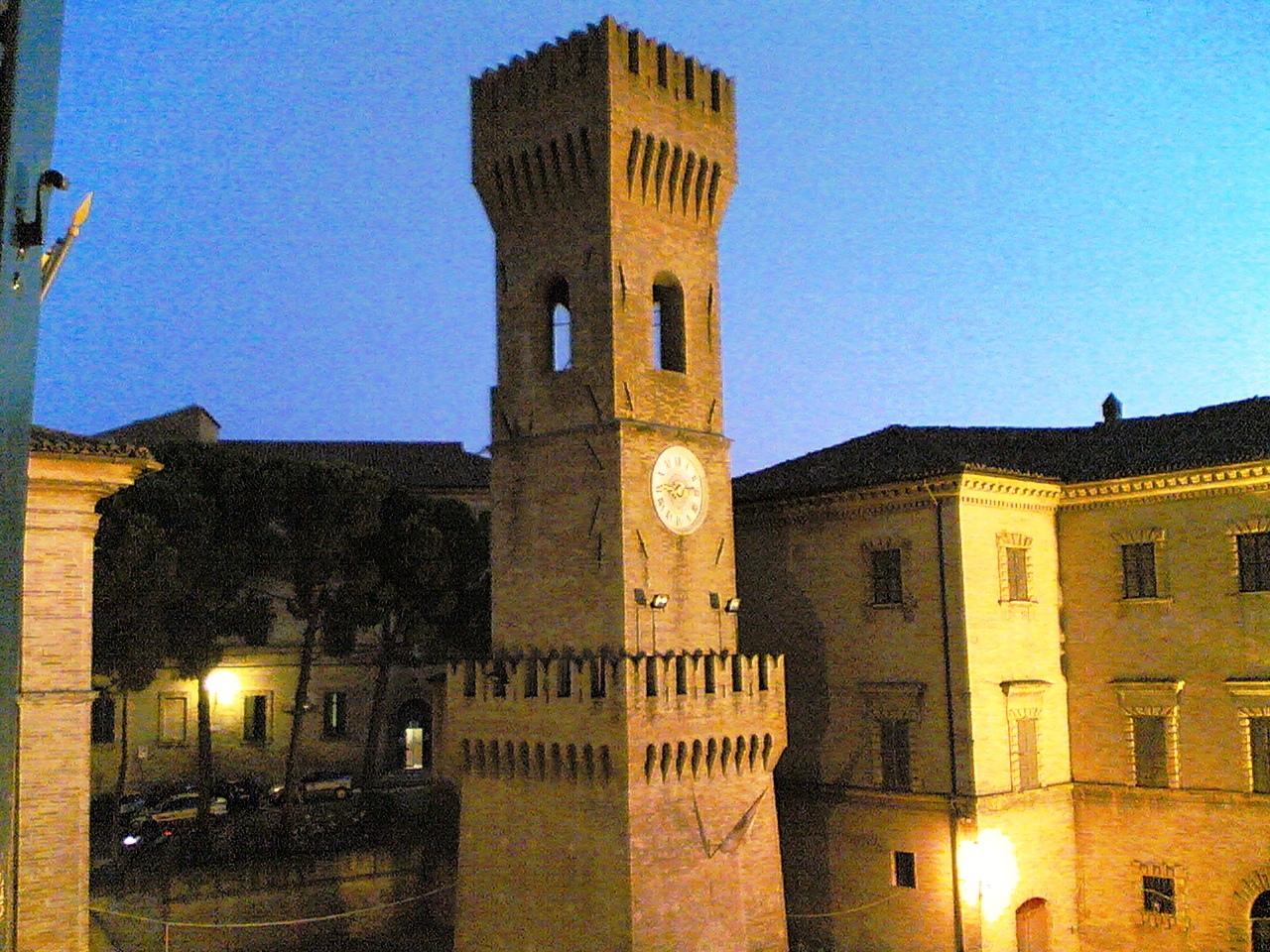
la torre civica di Ostra

Queste annessioni territoriali necessitavano ora un riconoscimento giuridico da parte dei due poteri dell'epoca, quello imperiale (ghibellino) e quello papale (guelfo), che a loro volta si disputavano l'alta sovranità sui territori della Marca d'Ancona.
Il 26 dicembre 1194 nasceva a Jesi Federico II di Svevia, futuro imperatore del Sacro Romano Impero. Questi, durante una sua presunta visita alla città natia nel 1216, volle onorare Jesi di notevoli privilegi: conferì il titolo di Città Regia, ornando il leone sullo stemma cittadino di una corona reale, e diede il titolo di Respublica Æsina, confermando tutti i suoi diritti sulle terre del Contado.
Ma il 20 marzo 1239 Papa Gregorio IX firma la scomunica contro Federico II. Questo evento segna la rottura definitiva tra Papato e Impero, fra Guelfi e Ghibellini e crea una situazione politica a tal punto confusa da lasciare un vuoto di potere nella Marca. Federico II scrive la famosa Lettera agli jesini, fatta pervenire nel 1239 dal figlio Re Enzo, con la quale cerca di portare Jesi dalla parte imperiale. Jesi, divenuta quindi ufficialmente ghibellina, caccia i rappresentanti guelfi e approfitta della situazione politica per far riconoscere le ultime annessioni nell'Alta Vallesina. Ma nel 1248 il comune scende a patti col papato: infatti, in cambio del passaggio allo schieramento guelfo, si vede assegnare dal Cardinale Raniero Capocci (contro il parere dello stesso Papa) i possedimenti di Senigallia, allora in totale decadenza, portando appunto, nel 1248-49, alle annessioni di Serra de' Conti e Corinaldo, seguite da quelle di Mergo, Montalboddo (Ostra), Montenovo (Ostra Vetere).
Tuttavia, la smania di supremazia non fermò Jesi, che proseguì con le guerre osimane, annettendo gli ultimi territori strappati a Osimo. Queste ultime acquisizioni vennero riconosciute nel 1258 da Manfredi, re di Sicilia e figlio naturale di Federico II, ripassando così nel campo ghibellino. Questa volta, però, restò fedele e diede reali sostegni all'armata imperiale durante le campagne svoltesi nel centro della Marca, partecipando al saccheggio di Senigallia, agli assedi di Fano e Roccacontrada (Arcevia), fino al fallito attacco a Montecchio (nei pressi di Sant'Angelo in Lizzola) guidato nel 1260-63 dal condottiero Galvano Lancia.

### Il declino

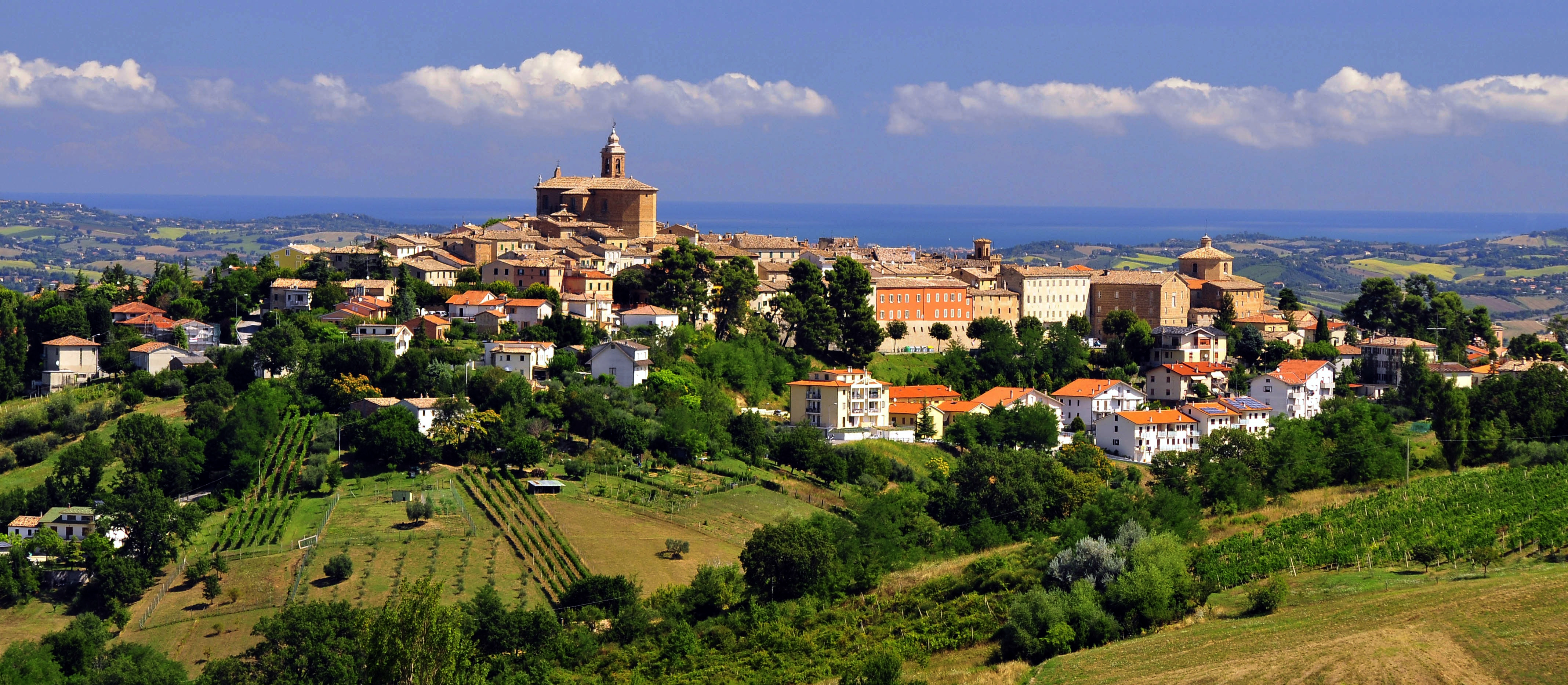
veduta di Montecarotto

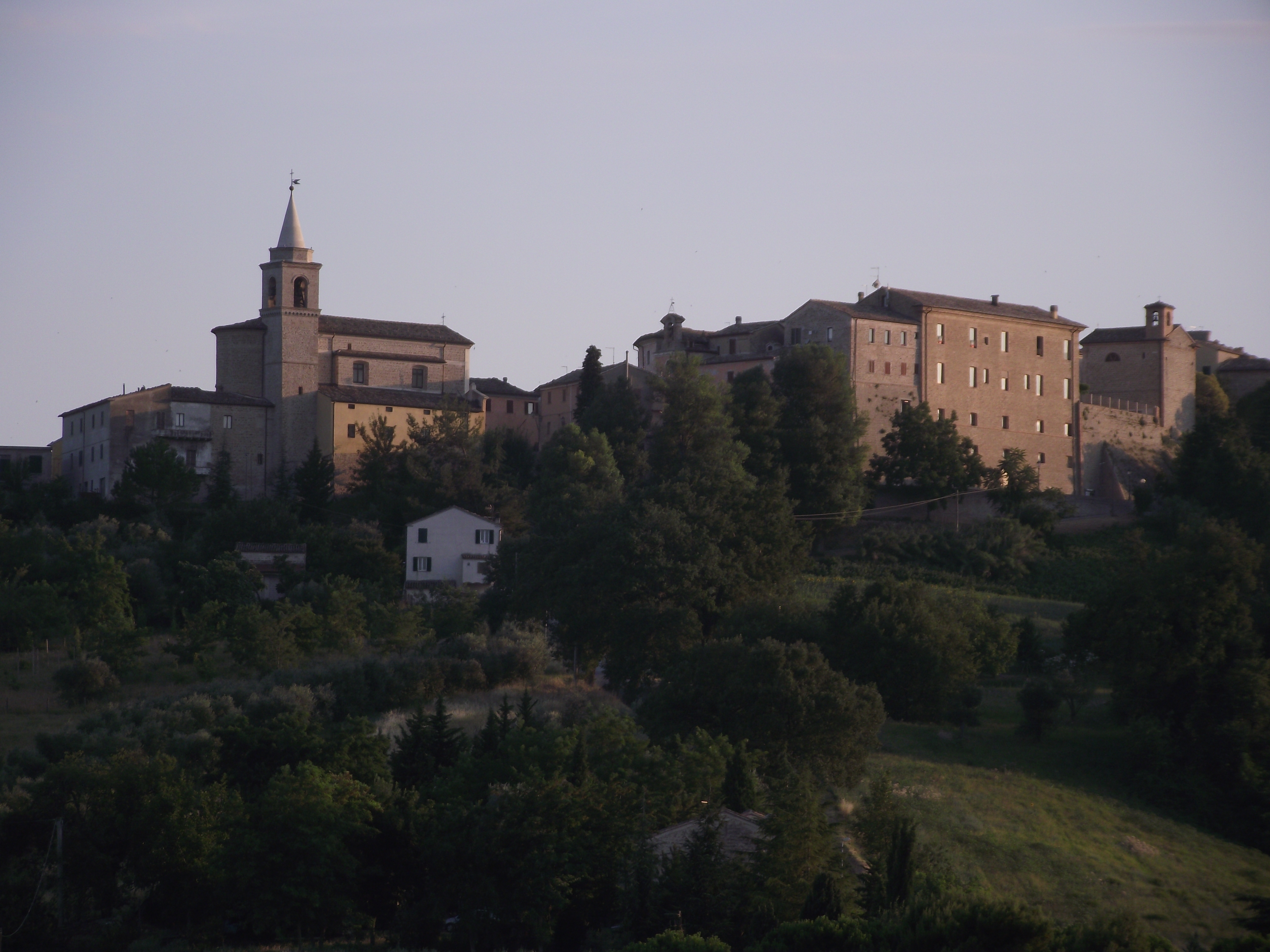
Veduta di Monte Roberto

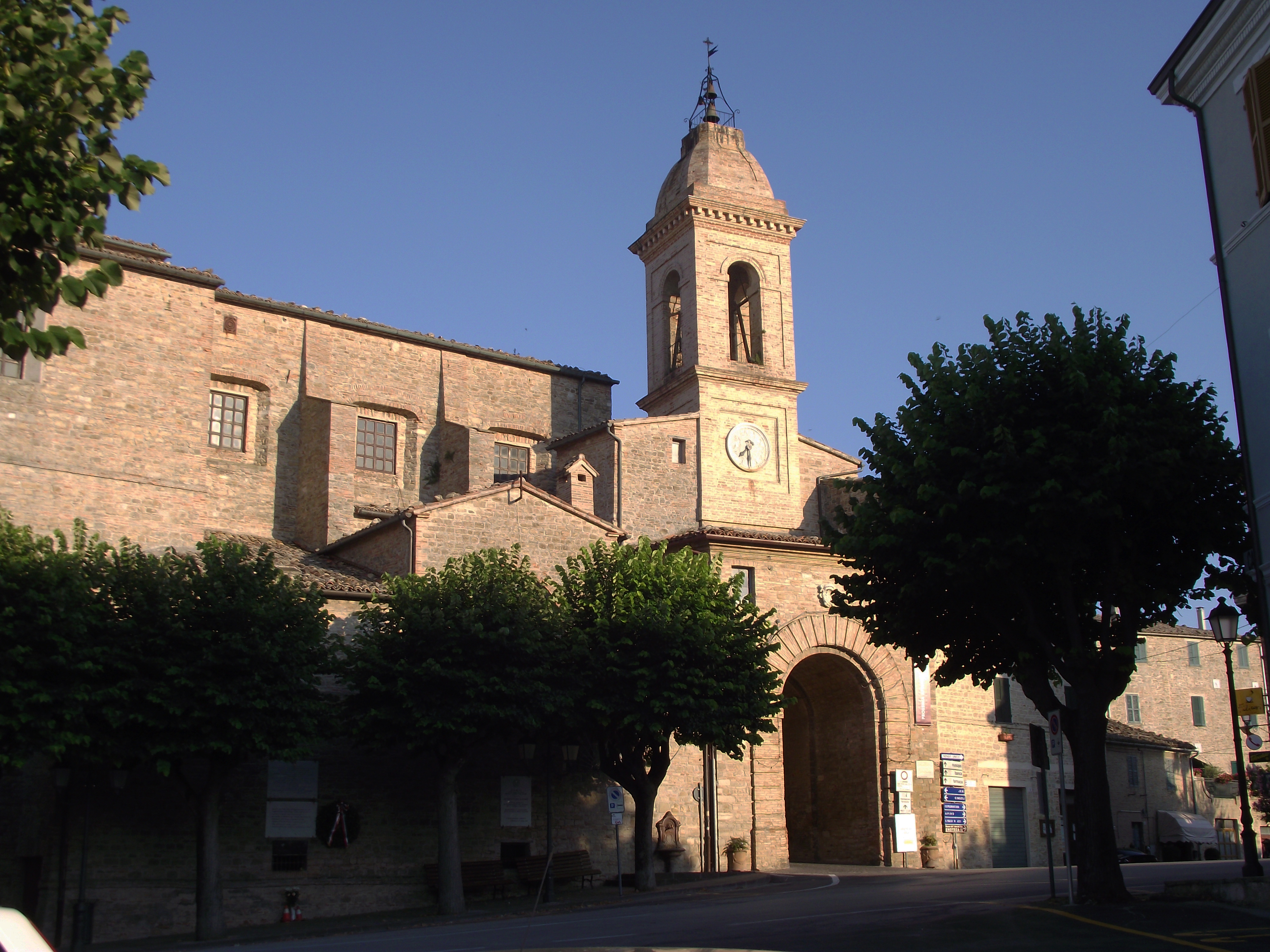
Staffolo

Il 1262, col ritorno del castello di Storace alla città di Osimo, seguito l'anno seguente da Staffolo, segna l'inizio del declino della Respubblica Aesina. La sconfitta finale degli Svevi, a cui Jesi restò legata fino alla battaglia di Benevento, le costò la perdita del Grande Contado. Molte località andarono soggette direttamente alla Santa Sede e Jesi, man mano, vide ridimensionare il suo territorio, definitivamente stabilitosi, nella metà del XV secolo, su un'estensione geografica corrispondente all'area odierna della sua diocesi, i Castelli di Jesi: Belvedere Ostrense, Castelbellino, Castelplanio, Cupramontana, Maiolati Spontini, Monsano, Montecarotto, Monte Roberto, Morro d'Alba, Poggio Cupro, Poggio San Marcello, Rosora, San Marcello, San Paolo di Jesi, Santa Maria Nuova e Scisciano (oggi frazione di Maiolati Spontini).
Finita la parentesi imperiale, e ritornata sotto l'egemonia diretta del papa, Jesi, tuttavia, mantenne una posizione di riguardo all'interno dello Stato Pontificio. Infatti, quei privilegi imperiali ricevuti col titolo di Città Regia gli consentirono di salvaguardare e continuare a esercitare il suo potere di piccola repubblica oligarchica sul contado, anche se quest'ultimo non mancò di ribellarsi in grandi rivolte, fino all'arrivo dei soldati napoleonici nel 1808.

## Monumenti e luoghi d'interesse

### Centri d'arte

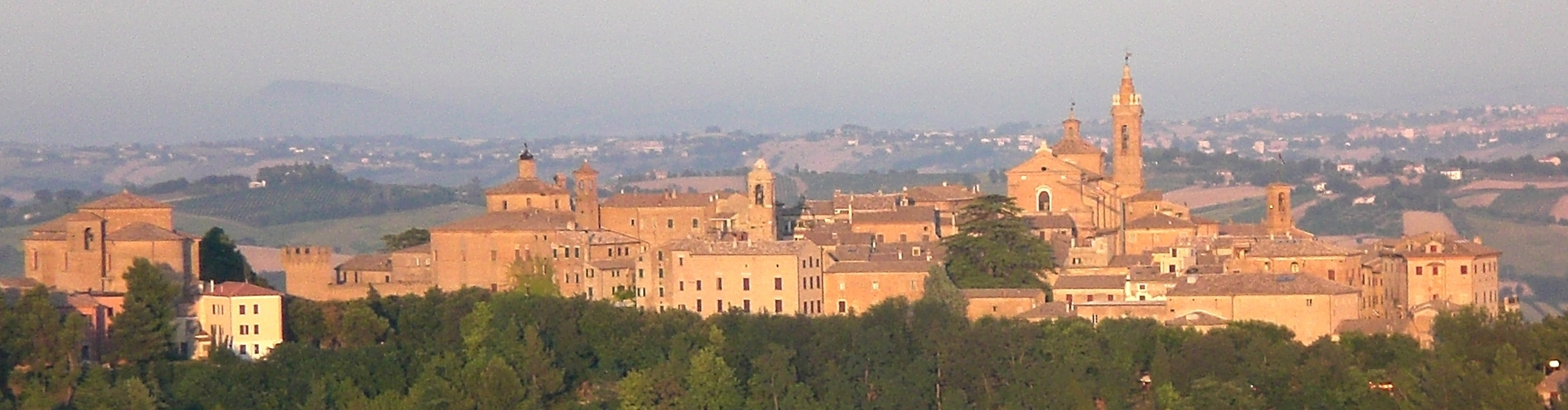
veduta di Corinaldo, Castello di Jesi dal 1248 al 1291

- Jesi
- Corinaldo
- Ostra
- Serra San Quirico
- Staffolo
- Castelbellino

### Abbazie e Chiese maggiori

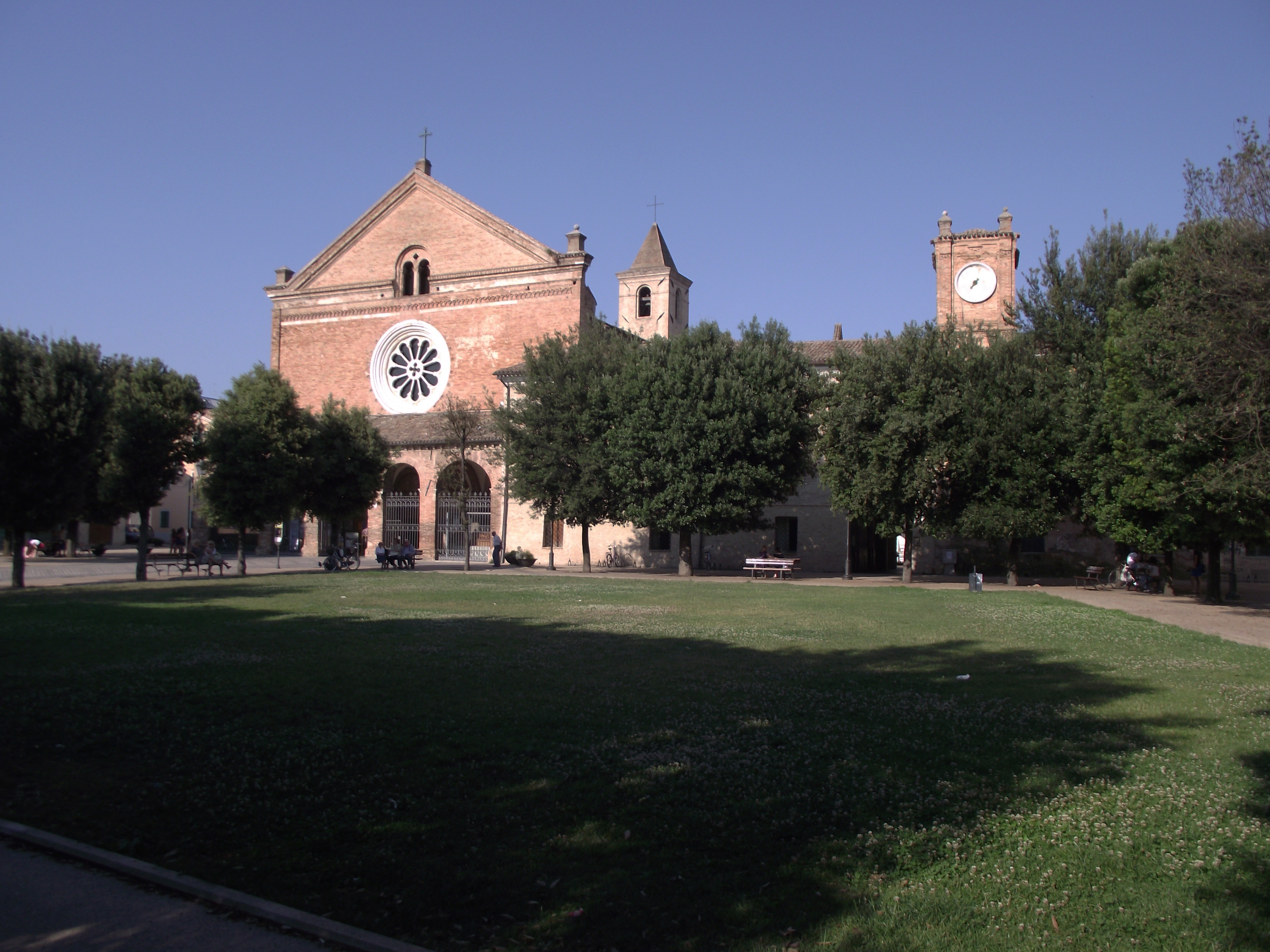
l'Abbazia di Chiaravalle

- Abbazia di Santa Maria in Castagnola, a Chiaravalle
- Abbazia di Santa Maria delle Moie
- Duomo di Jesi
- Chiesa di San Marco, a Jesi
- Abbazia di Sant'Elena, a Serra San Quirico
- Abbazia di Sant'Apollinare, a Monte Roberto

### Castelli e fortezze
- Castello di Rocca Priora

## Lista dei castelli
I comuni oggi considerati come parte dei castelli di Jesi sono:
- Belvedere Ostrense
- Castelbellino
- Castelplanio
- Cupramontana
- Maiolati Spontini
- Mergo
- Monsano
- Montecarotto
- Monte Roberto
- Morro d'Alba
- Poggio San Marcello
- Rosora
- San Marcello
- San Paolo di Jesi
- Santa Maria Nuova
- Serra de' Conti
- Serra San Quirico
- Staffolo

## Eno-gastronomia

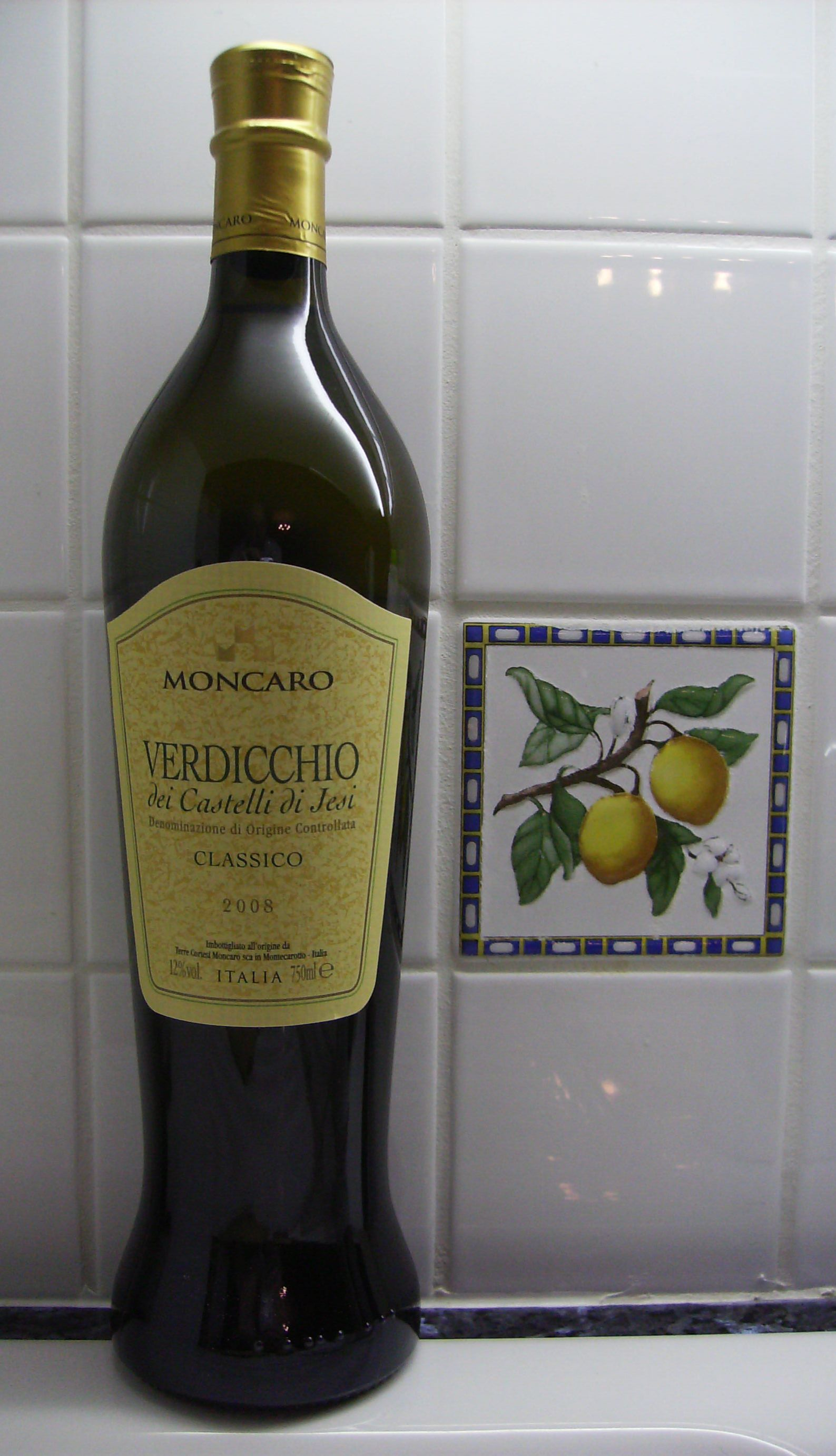
il Verdicchio dei Castelli di Jesi

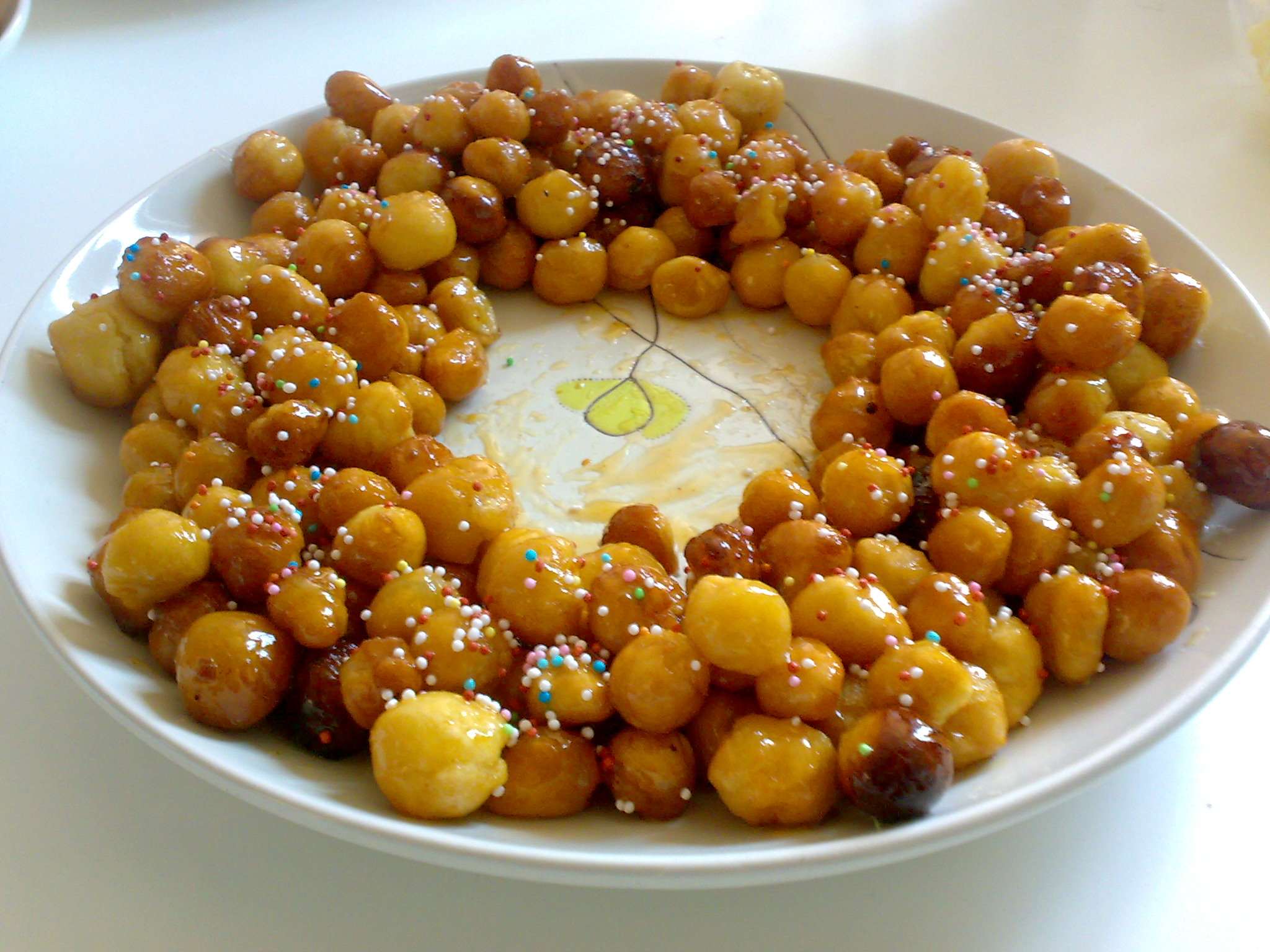
la Cicerchiata

- Verdicchio dei Castelli di Jesi
- Cappelletti
- Cavallucci
- Cicerchiata
- Coppa marchigiana
- Crescia
- Lonzino di fico
- Passatelli
- Pizza di Pasqua
- Porchetta
- Sapa
- Vincesgrassi
- Vino di visciole